# José Rizo Pombo
José Henrique Rizo Pombo (Cartagena de Indias, 23 de noviembre de 1934 - Cartagena de Indias, 9 de junio de 2018) fue un ingeniero y político colombiano, miembro del Partido Conservador Colombiano.
Rizo se desempeñó como Alcalde de Cartagena de Indias y Ministro de Transporte de Colombia.

## Biografía
Nació en Cartagena de Indias, capital del Departamento de Bolívar, en noviembre de 1934, hijo del capitán José Enrique Rizo y Elvira Pombo. Estudió Ingeniería en la Pontificia Universidad Javeriana, en Bogotá, y obtuvo una especialización en ingeniería sanitaria en la Universidad del Noroeste en Illinois (Estados Unidos).
Inició su carrera en el sector público como Director Técnico de las Empresas Públicas Municipales de Cartagena en 1964 y 1969 antes de pasar a ocupar la gerencia de la compañía entre 1976 y 1977, posición desde la cual modernizó los sistemas de facturación y de arborización.
Entre 1977 y 1978, bajo el gobernador Haroldo Calvo Núñez, se desempeñó como Alcalde de Cartagena de Indias, puesto desde el cual promovió la creación del Centro de Convenciones de Cartagena y trasladó el mercado público de la ciudad de Getsemaní a Bazurto. Más adelante se desempeñó como Director Ejecutivo del Consejo Regional de Planeación y Desarrollo del Norte de Bolívar.
Afiliado al Partido Conservador, se desempeñó como Ministro de Transporte durante la presidencia de Ernesto Samper Pizano, entre 1997 y 1998. Durante su mandato como ministro gestionó la construcción de La Bocana, inaugurada en 2000.
En el campo privado se desempeñó adelantó importantes obras de ingeniería en el país desde su empresa Cartagenera de Ingeniería, llegando a ocupar la presidencia de la Cámara Colombiana de la Construcción (Camacol) seccional Bolívar y a desempeñarse como consultor de organismos internacionales, entre ellos del Banco Mundial, para el financiamiento de proyectos de acueductos y alcantarillados en Latinoamérica. Así mismo, fue miembro vitalicio y honorario de la Asociación Colombiana de Ingeniería Sanitaria y Ambiental (Acodal) y cónsul honorario de Países Bajos en Cartagena.
Gracias al desarrollo del sistema ASAS – Alcantarillado Sin Arrastre de Sólidos, se hizo merecedor del Premio Nacional de Ingeniería de Colombia.
Falleció en su ciudad natal en junio de 2018.